# NGC 1189
NGC 1189 è una galassia a spirale barrata di tipo magellanico situata nella costellazione dell'Eridano, a una distanza di circa 114 milioni di anni luce dalla nostra Via Lattea.

## Scoperta
La galassia è stata scoperta il 2 dicembre 1885 dall'astronomo statunitense Francis Leavenworth.

## Descrizione

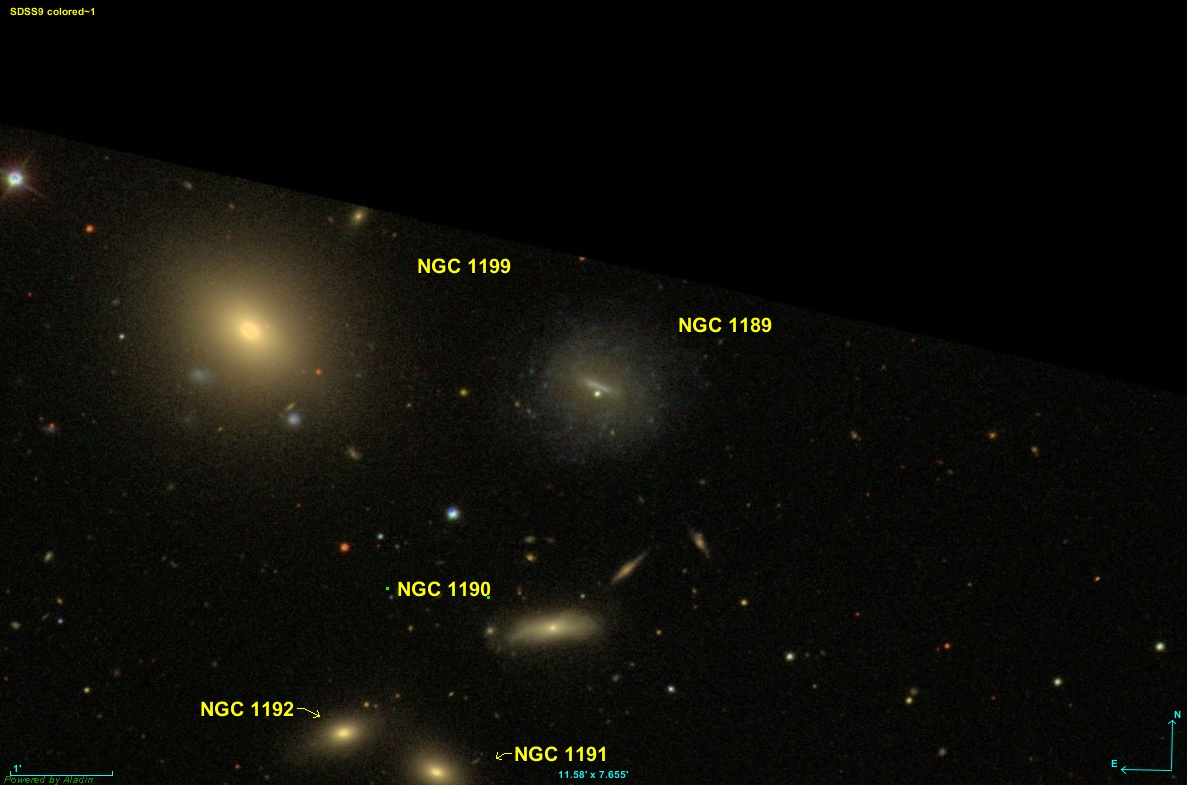
La porzione di cielo in cui è localizzata NGC 1189.

NGC 1189 ha una classe di luminosità IV-V.
Data la sua luminosità superficiale pari a 14,82, NGC 1189 può essere classificata come una galassia a bassa luminosità superficiale (nella letteratura in lingua inglese abbreviata in LSB, acronimo di Low Surface Brightness). Le galassie LSB sono galassie di tipo diffuso (D) con una luminosità superficiale inferiore di almeno una magnitudine a quella del cielo notturno circostante.

## Gruppo Compatto di Hickson 22
NGC 1189 assieme a NGC 1190, NGC 1191, NGC 1192 e NGC 1199 forma un raggruppamento di galassie noto come Hickson Compact Group HCG 22.

## Gruppo di NGC 1199
NGC 1189 fa anche parte di un gruppo di galassie costituito da almeno 6 membri, denominato Gruppo di NGC 1199. Oltre a NGC 1189 e NGC 1199, le altre quattro galassie del gruppo sono IC 276, NGC 1114, NGC 1209 e MCG -3-8-45.